# Юксаре
Юксаре — персонаж, который появляется в «Мемуарах Муми-папы», книге о юности Муми-папы и его друзей, а Юксаре — один из них.   